# Festival international du film de Bretagne
Le Festival international du film de Bretagne (appelé aussi Festival de Bretagne) est un festival de cinéma international se déroulant à Locronan dans le pays Glazik en Cornouaille.
Fondé en 2021, le Festival de Bretagne présente chaque année une sélection officielle de courts et de longs métrages internationaux.
Des cinéastes de tous les continents viennent participer à la compétition pour remporter le Prix de l'Hermine, symbole de la Bretagne,.
D'autres prix sont également décernés par catégorie géographique (Bretagne, France, Europe, Monde).

## Histoire

### Locronan, Ville du Cinéma en Bretagne.
Lorsqu'il fut question de créer un festival international de cinéma pour la Bretagne, Locronan a été choisie tout naturellement.

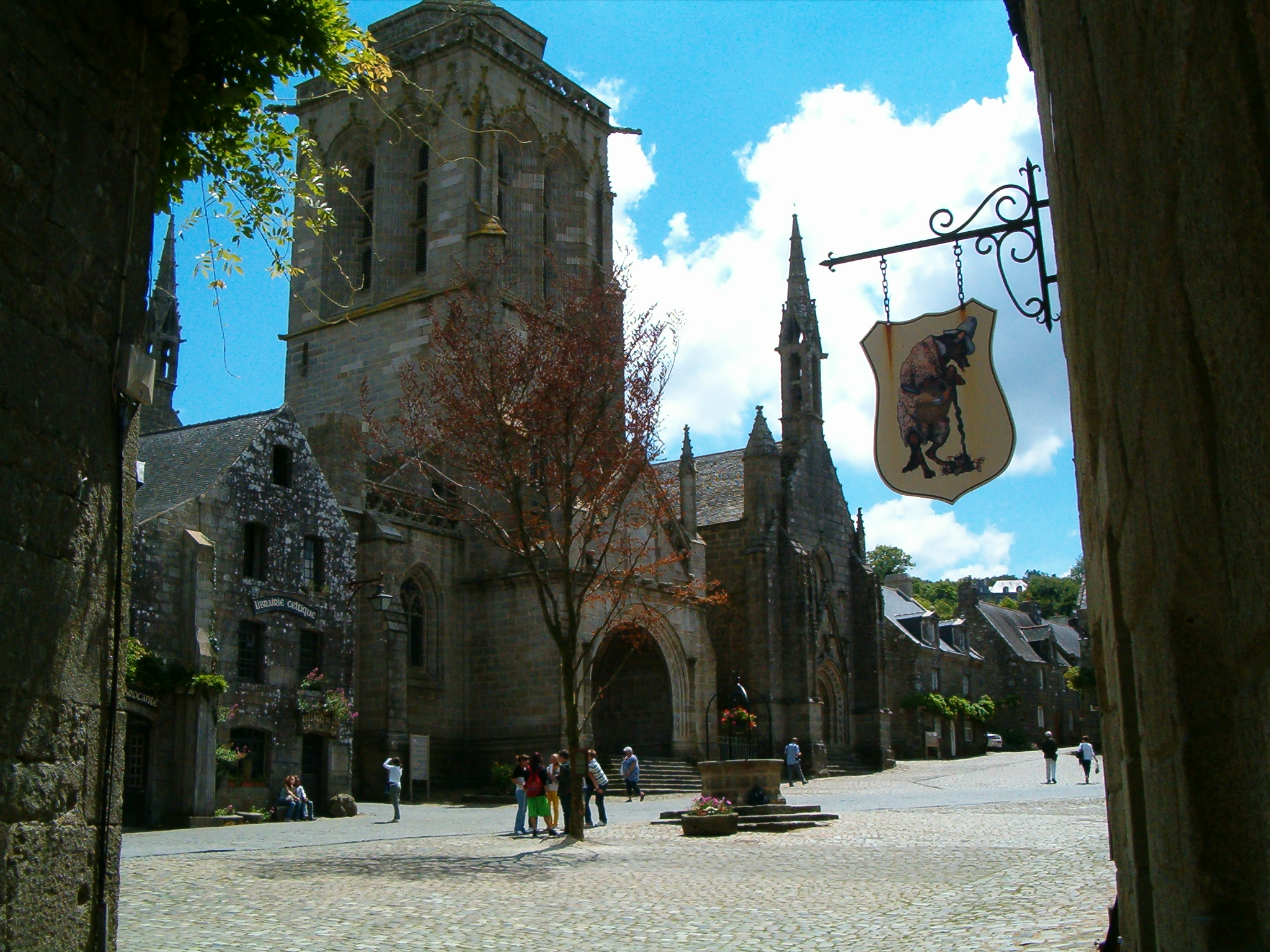
Locronan

La Ville de Locronan est un lieu de tournage privilégié depuis les années 1920 pour les réalisateurs du monde entier. Cette petite cité de caractère est célèbre pour son architecture du XVe siècle. Son authentique d’époque est très apprécié des cinéastes. L’aspect pittoresque de la ville se prête bien aux tournages de film historique, sans qu’aucune retouche ou presque ne soit nécessaire.

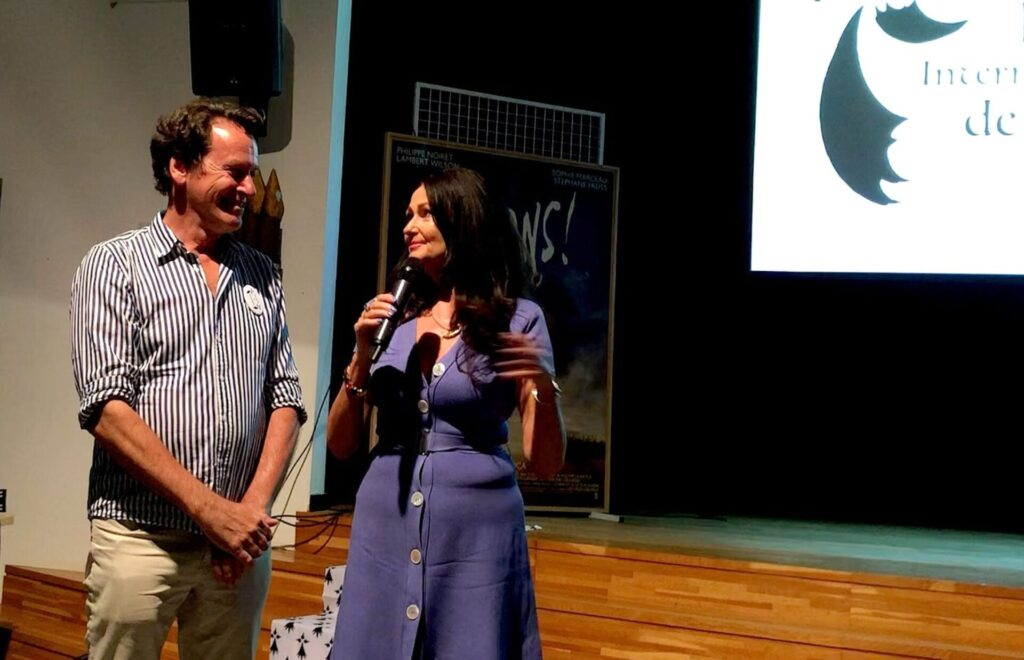
Les réalisateurs australiens Lisa Barmby et Tom Alberts au Festival de Bretagne (2022).

Une trentaine de films y ont été tournés parmi lesquels: L'Ancre de miséricorde; Chère inconnue; Chouans !; Dieu a besoin des hommes; Livide; Pêcheur d'Islande; Qui ?; Le Radeau de La Méduse; Rends-moi la clé; Tess; Les Trois Mousquetaires; Un long dimanche de fiançailles; Vos gueules, les mouettes !; Le Voyage en ballon, etc.
Le Festival de Bretagne rend parfois hommage à cette histoire en projetant un film tourné à Locronan lors de la soirée d'ouverture.
En 2022, les vrais décors du film Chouans ! ont été reconstitués dans la salle de projection du Festival pour la projection du film de Philippe de Broca. On pouvait y apercevoir les ruines d'une église, de grandes statues de saints et de nombreuses armes de la résistance contre-révolutionnaire.

## Le Festival de Bretagne
Pendant le Festival, Locronan vit au rythme du Cinéma international. Les réalisateurs de la Sélection Officielle se pressent du monde entier pour venir présenter leur film en avant-première dans la plus belle ville de Bretagne. Plusieurs projections ont lieu chaque jour, suivis d'échanges avec le public. Ces rencontres sont ponctués par des repas, danses bretonnes et cochon grillé dans une ambiance chaleureuse et conviviale.
Un campement est installé pour les équipes de film sur la montagne de Locronan avec vue sur la Baie de Douarnenez.

## Palmarès

### Prix de l'Hermine

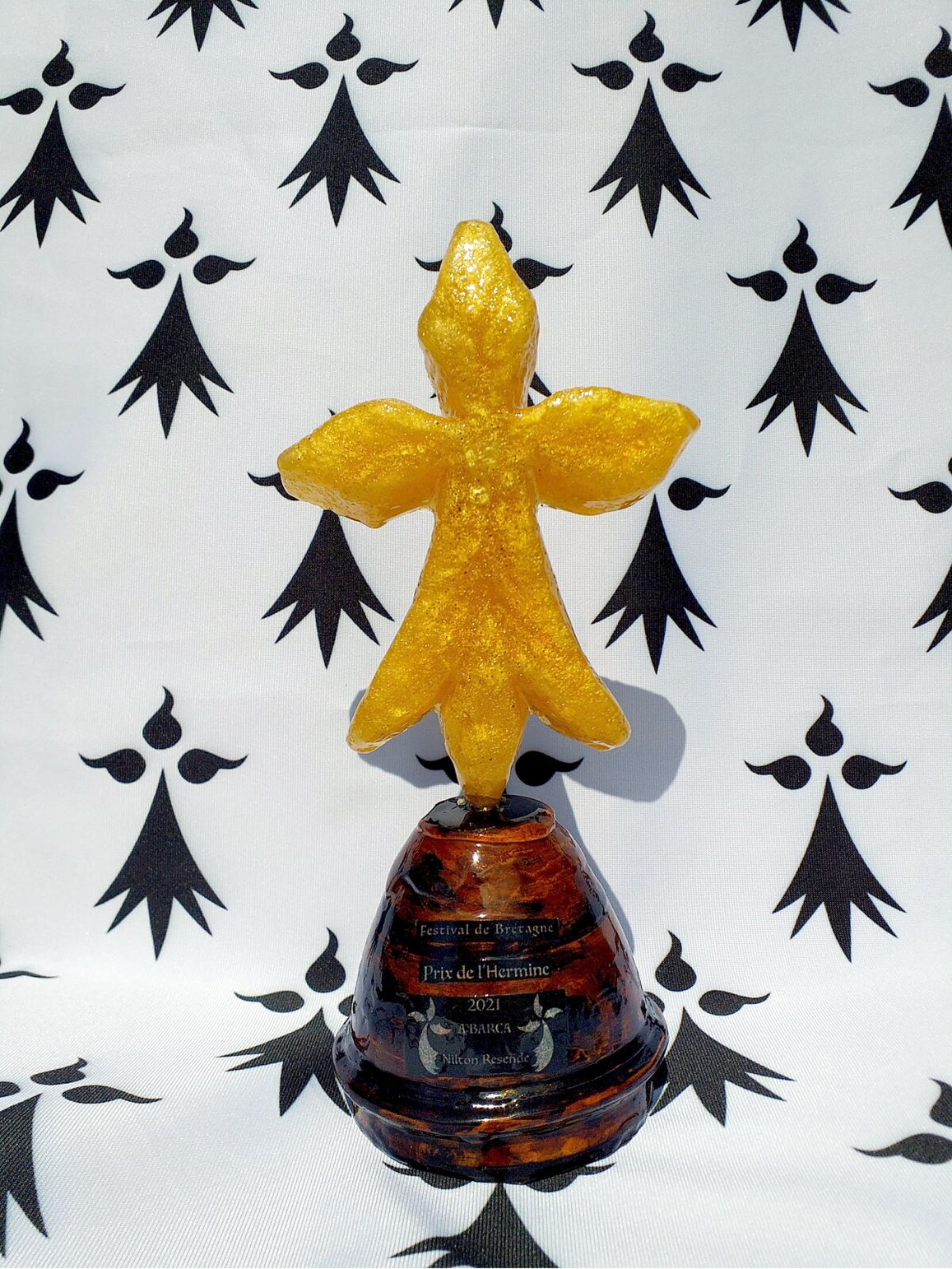
Trophée de l'Hermine du Festival de Bretagne (2021).

Les films ci-dessous ont remporté le Prix de l'Hermine qui récompense le meilleur film de l'année, toutes catégories confondues.
| Année | Pays vainqueur | Titre                                    | Récipiendaires                               |
| ----- | -------------- | ---------------------------------------- | -------------------------------------------- |
| 2021  | Brésil         | Le Bateau                                | Nilton Resende                               |
| 2022  | Japon          | Une coupe de cheveux pour la poupée Hina | Minoru Mizoguchi                             |
| 2023  | France         | Jeanne, petite bergère                   | Maria Giménez Cavallo & Nathanaëlle Gerbeaux |
| 2024  | Kirghizistan   | La Bergeronnette des montagnes           | Begaly Nargozuev & Afizakan Myrzapaiazova    |
| 2025  | France         | Le secret de Martha                      | Paul Parent & Pierre Noguéras                |

### Prix par catégorie et spécialité
Les films ci-dessous ont été primés au Festival de Bretagne.
| Année | Catégorie                    | Prix                            | Territoire récompensé | Titre                                        | Récipiendaires                                      |
| ----- | ---------------------------- | ------------------------------- | --------------------- | -------------------------------------------- | --------------------------------------------------- |
| 2021  | Bretagne                     | Meilleur Film                   | Pays Nantais          | Le chemin des épingles                       | Thibaud Cahen                                       |
| 2021  | Bretagne                     | Meilleur Documentaire           | Pays Vannetais        | Belle île en Acadie                          | Phil Comeau                                         |
| 2021  | Bretagne                     | Meilleure Animation             | Pays Rennais          | Un cœur d’Or                                 | Simon Filliot                                       |
| 2021  | France                       | Meilleur Film                   | Île-de-France         | Le rêve des Apaches                          | Hélie Chomiac                                       |
| 2021  | France                       | Meilleur Documentaire           | Pondichéry            | Deux drapeaux                                | Pankaj Rishi Kumar                                  |
| 2021  | France                       | Meilleure Animation             | Île-de-France         | Les arbres jumeaux                           | Emmanuel Ollivier                                   |
| 2021  | France                       | Meilleur Réalisateur            | Guyenne               | Disparue & Humide                            | Joan Bentosela                                      |
| 2021  | France                       | Meilleur Acteur                 | Île-de-France         | A contre temps                               | Nadir Benlala                                       |
| 2021  | France                       | Meilleure Idée Originale        | Île-de-France         | Prunelle                                     | François Szabowski                                  |
| 2021  | Europe                       | Meilleur Film                   | Angleterre            | Un jour à la fois                            | Vortre Williams                                     |
| 2021  | Europe                       | Meilleure Idée Originale        | Angleterre            | Suffocation                                  | Orson Cornick                                       |
| 2021  | Europe                       | Meilleur Documentaire           | Chypre                | Le Prince des Archanges                      | Marcelle Abela                                      |
| 2021  | Europe                       | Meilleur Scénario               | Allemagne             | Deux est un nombre magique                   | Elena Jansen, Holger Borggrefe                      |
| 2021  | Europe                       | Meilleure Actrice               | Italie                | Le tout pour le tout                         | Sara Scioni                                         |
| 2021  | Monde                        | Meilleur Film                   | Inde                  | Terre Noire                                  | Hemantkumar Mahale                                  |
| 2021  | Monde                        | Meilleur Documentaire           | Inde                  | Rêver de mots                                | Nandan                                              |
| 2021  | Monde                        | Meilleur Scénario               | Brésil                | Aimez-vous la poésie ?                       | Eduardo Mattos                                      |
| 2021  | Monde                        | Meilleur Idée Originale         | Égypte                | Le refuge de Rawhya                          | Mohmed Fathi                                        |
| 2021  | Monde                        | Meilleur Scénario (non réalisé) | États-Unis            | L'assistante du magicien                     | Caledonia Hanson                                    |
|       |                              |                                 |                       |                                              |                                                     |
| 2022  | Bretagne                     | Meilleur Film                   | Pays Malouin          | La Nourrice                                  | Arnold de Parscau                                   |
| 2022  | Bretagne                     | Meilleur Documentaire           | Pays Vannetais        | Douze jours ensemble                         | Marine Gautier                                      |
| 2022  | France                       | Meilleur Film                   | Provence              | Princesse de Jérusalem                       | Nicolas Paban & Guillaume Levil                     |
| 2022  | France                       | Meilleur Documentaire           | Maine                 | Les Sarthois                                 | Laure-Elie Chénier-Moreau                           |
| 2022  | France                       | Meilleur Réalisateur            | Provence              | Tant pis pour le sud                         | Vincent Orst                                        |
| 2022  | France                       | Meilleur Scénario               | Maine                 | Novembre 1976                                | Armonie Barbeau, Phillipe Cailleau et Amin Lakhal   |
| 2022  | France                       | Meilleure Idée Originale        | Provence              | Pâques                                       | Raphaël Poirier                                     |
| 2022  | Europe                       | Meilleur Film                   | Allemagne             | Médée                                        | Dimitri Athanitis                                   |
| 2022  | Europe                       | Meilleur Documentaire           | Allemagne             | Chevaucher la Tempête                        | Philipp Grieß                                       |
| 2022  | Europe                       | Meilleure Animation             | Allemagne             | Les olympiades du film                       | Gwenola Heck & Gregor Wittich & Ilya Lorenz Barrett |
| 2022  | Europe                       | Meilleur Réalisateur            | Autriche              | Blót - Entre les Mondes                      | Alexander Flatau                                    |
| 2022  | Europe                       | Meilleur Scénario               | Russie                | Rêve-moi                                     | Roman Olkhovka                                      |
| 2022  | Europe                       | Meilleure Idée Originale        | Allemagne             | Joyeux anniversaire Marise!                  | Clemens Helmchen                                    |
| 2022  | Monde                        | Meilleur Film                   | Australie             | Le Gros Chaton                               | Lisa Barmby & Tom Alberts                           |
| 2022  | Monde                        | Meilleur Documentaire           | États-Unis            | Pour l’amour de la danse                     | Sarah Marquelle Kruger & Paul Antico                |
| 2022  | Monde                        | Meilleure Animation             | Inde                  | Salaire                                      | Shubham Sant                                        |
| 2022  | Monde                        | Meilleur Réalisateur            | Japon                 | Les étoiles ma destination                   | Keishi Suenaga                                      |
| 2022  | Monde                        | Meilleur Scénario               | États-Unis            | L’ascenseur infernal                         | Philip Sedgwick                                     |
| 2022  | Monde                        | Meilleure Idée Originale        | Brésil                | Une douce histoire                           | William de Oliveira Lima                            |
|       |                              |                                 |                       |                                              |                                                     |
| 2023  | Bretagne                     | Meilleur Film                   | Pays Vannetais        | Disoñjal                                     | Madeleine Guillo-Leal                               |
| 2023  | Bretagne                     | Meilleure Idée Originale        | Pays Nantais          | Valitchka                                    | Alexis Cuzon                                        |
| 2023  | France                       | Meilleur Film                   | Poitou                | Bardiya, le prix du feu                      | Julia Mousset & Nicolas Sallé                       |
| 2023  | France                       | Meilleure Réalisatrice          | Île-de-France         | J'aime le vin et les câlins & Pluie de grâce | Chryssa Florou                                      |
| 2023  | France                       | Meilleure Actrice               | Provence              | La Marionnette & Un moment de faiblesse      | Monique Deshors                                     |
| 2023  | France                       | Meilleur Acteur                 | Provence              | La Marionnette & Un moment de faiblesse      | Thomas Garbo                                        |
| 2023  | France                       | Meilleur Idée Originale         | Polynésie française   | Motu Haka, Le combat des Îles Marquises      | Raynald Mérienne                                    |
| 2023  | France                       | Meilleur Montage                | Île-de-France         | Fragments d'Islande                          | Manfred de Fouquières & Patrick Evesque             |
| 2023  | Europe                       | Meilleure Idée Originale        | Russie                | La tante dans ma tête                        | Karina Novozhilova                                  |
| 2023  | Europe                       | Meilleur Documentaire           | Italie                | Le Dépotoir                                  | Guido Galante & Antonio Notarangelo                 |
| 2023  | Europe                       | Meilleure Animation             | Allemagne             | Domino des Singes                            | Ulf Grenzer                                         |
| 2023  | Europe                       | Meilleur Scénario               | Russie                | Pas à pas                                    | Tatiana Moshkova & Marina Moshkova                  |
| 2023  | Monde                        | Meilleur Film                   | Inde                  | Une affiche de fête                          | Rishi Chandna                                       |
| 2023  | Monde                        | Meilleur Documentaire           | Cameroun              | Père Fotso                                   | Willy Stéphane Noumo                                |
| 2023  | Monde                        | Meilleure Animation             | Taïwan                | La rivière de l'aigrette                     | Wan-ling Liu                                        |
| 2023  | Monde                        | Meilleur Scénario               | Turquie               | Le silence de l'arbre                        | Faysal Soysal                                       |
| 2023  | Monde                        | Meilleure Idée Originale        | États-Unis            | Des billes et des balles                     | Richard De Witt                                     |
| 2023  | Prix des Cinéastes           | Prix des Cinéastes              | France                | La Reproduction                              | Jean-Marie Villeneuve                               |
|       |                              |                                 |                       |                                              |                                                     |
| 2024  | Bretagne                     | Meilleur Film                   | Pays de Léon          | Insulaires                                   | Noémie Girot                                        |
| 2024  | Bretagne                     | Meilleur Documentaire           | Pays de Léon          | Territoires d'Amour et d'Art                 | Marie Halopeau Le Corfec                            |
| 2024  | Bretagne                     | Meilleure Animation             | Pays de Léon          | La Forêt des Abeilles                        | Erwan Le Gal                                        |
| 2024  | France                       | Meilleur Film                   | Provence              | Ligne directe                                | Nicolas Paban & Katia Polles                        |
| 2024  | France                       | Meilleur Réalisateur            | Île-de-France         | Des voix                                     | François Szabowski                                  |
| 2024  | France                       | Meilleur Documentaire           | Provence              | La vie de Lise                               | Lana & Thierry Jourdan                              |
| 2024  | France                       | Meilleur Scénario               | La Réunion            | Arthur Rambo                                 | Guillaume Levil                                     |
| 2024  | France                       | Meilleure Musique               | Île-de-France         | La Bretagne en Amérique                      | Philippe Orreindy                                   |
| 2024  | Europe                       | Meilleur Film                   | Allemagne             | Une fois pour toutes                         | Holger Borggrefe, Sebastian Schwarz & Elena Jansen  |
| 2024  | Europe                       | Meilleur Documentaire           | Belgique              | Le rêve de Fanny                             | Jean-Christophe Yu                                  |
| 2024  | Europe                       | Meilleur Scénario               | Belgique              | Allégresse                                   | Gillie Cinneri                                      |
| 2024  | Monde                        | Meilleur Film                   | Inde                  | Rikhuli                                      | Jagat Kishor Gairola & Sandeepa Nayak               |
| 2024  | Monde                        | Meilleur Documentaire           | Australie             | Je suis canaque                              | Genevieve Sulway                                    |
| 2024  | Monde                        | Meilleure Animation             | Japon                 | La loutre japonaise                          | Akihito Izuhara                                     |
| 2024  | Prix des Cinéastes           | Prix des Cinéastes              | France                | Solitarium                                   | Raoul Dattola                                       |
|       |                              |                                 |                       |                                              |                                                     |
| 2025  | Bretagne                     | Meilleur Film                   | Pays de Léon          | Baradoz: Histoire de la symphonie du Ponant  | Hervé Beau                                          |
| 2025  | Bretagne                     | Meilleur Actrice                | Pays Rennais          | Les bombes à eau de Madeleine                | Geneviève Le Meur                                   |
| 2025  | Bretagne                     | Meilleure Idée Originale        | Pays Vannetais        | Notre record                                 | Jérôme Habasque                                     |
| 2025  | France                       | Meilleur Film                   | Dauphiné              | Va dans les bois, Va                         | Robin Pogorzelski                                   |
| 2025  | France                       | Meilleur Réalisateur            | Provence              | Je t'écris                                   | Guillaume Levil                                     |
| 2025  | France                       | Meilleure Photographie          | Guyenne               | La part de ciel                              | Émeline Lefebvre                                    |
| 2025  | France                       | Meilleure Idée Originale        | Bourgogne             | Le temps de la vie                           | Jean Koutouzis                                      |
| 2025  | Europe                       | Meilleur Film                   | Espagne               | Actrices secondaires                         | Arturo Dueñas                                       |
| 2025  | Europe                       | Meilleur Scénario               | Italie                | Le Scénariste                                | Mark Petrasso                                       |
| 2025  | Europe                       | Meilleur Idée Originale         | Belgique              | Quand je serai grande                        | Yves Levy                                           |
| 2025  | Monde                        | Meilleur Film                   | Vietnam               | Adieu ma colombe                             | Félix Bach                                          |
| 2025  | Monde                        | Meilleure Réalisatrice          | Arménie               | Ojakh, de l'autre côté du silence            | Diana Mkrtchyan                                     |
| 2025  | Monde                        | Meilleure Idée Originale        | Québec                | Au son des sabots                            | Marie-Claude Salvaille                              |
| 2025  | Prix des Cinéastes (ex æquo) | Prix des Cinéastes (ex æquo)    | France                | Anaïs, 2 chapitres                           | Marion Gervais                                      |
| 2025  | Prix des Cinéastes (ex æquo) | Prix des Cinéastes (ex æquo)    | Chypre                | Papa                                         | Bella Rinsky                                        |